# Армгарт, Густав
Олоф Густав Армгарт (швед. Olof Gustaf Armgarth; 1 февраля 1879, Верпинге, Мальмёхус — 3 марта 1930, Мальмё) — шведский фехтовальщик. Участник летних Олимпийских игр 1912 года.

## Биография
Густав Армгарт родился 1 февраля 1879 года в деревне Верпинге (сейчас пригород города Лунд).
Был военнослужащим, носил звание капитана. В 1909 году был учителем гимнастики в реальной школе в Мальмё.
Выступал в соревнованиях по фехтованию за клуб И7 из Истада, представлявший 7-й пехотный полк шведской армии.
В 1912 году вошёл в состав сборной Швеции на летних Олимпийских играх в Стокгольме. В личном турнире рапиристов занял 6-е место в группе 1/8 финала, выиграл два и проиграв четыре поединка. В личном турнире саблистов занял последнее, 4-е место в группе 1/8 финала проиграв все три поединка — Джованни Бенфрателло из Италии, Лайошу Веркнеру из Венгрии и Владимиру Даничу из России. Также был заявлен в командном турнире саблистов, но не участвовал в нём.
Умер 3 марта 1930 года в шведском городе Мальмё от орнитоза, которым заразился в ресторане в Копенгагене.